# 醍醐虎汰朗
醍醐虎汰朗（日语：／ Daigo Kotarō，2000年9月1日—），是日本男演員，出生于東京都。隸屬於A-Light，身高167公分。

## 经历
退出初中的足球俱乐部后，一直向往娱乐界，所以向A-Light提出了申请并开始演出。
2017年，在“舞台剧《飙速宅男》新 Inter-high 篇〜Start line〜”的公开试演中，他首次出演主角小野田坂道役（第3代），并担任演出团长。
2019年，在导演新海诚的长篇动画电影《天气之子》的试音中，他在2000人中获选为主角森嶋帆高配音。2020年時，因配音此角色成為第十四回聲優獎新人男優獎得主之一。

## 人物
- 爱好游戏、高爾夫球、慢跑，擅长足球、游泳、拳击。
- 阅读漫画的速度非常快，1天到可以读30本[2]。
- 在演员中，尊敬伊藤英明和小栗旬[2][3]。

## 演出
※ 粗体表示主演

### 电影
- 哥哥太爱我了怎么办（日语：兄に愛されすぎて困ってます）（2017年6月30日上映，松竹）
- Seventeen Motors（2019年6月2日）飾演：伊藤亮太
- Byplayers：如果100名配角一起拍電影（2021年4月9日，東寶）飾演：醍醐虎汰朗（本人）
- 尋找身體（2022年10月14日，華納兄弟影片）飾演：浦西翔太
- OUT（2023年11月17日，KADOKAWA）飾演：丹澤敦司

### 电视剧
- 哥哥太爱我了怎么办（日语：兄に愛されすぎて困ってます）（2017年4月13日 - 5月11日，NTV） 飾演：山田先輩
- 不过是先出生的我（日语：先に生まれただけの僕）（2017年10月14日 - 12月16日，NTV）飾演：梅本滿[7]
- 悪党～加害者追跡捜査～ 第1話（2019年5月12日、WOWOW） 飾演：坂上洋一（青年期）
- 乃木坂シネマズ～STORY of 46～ 第5話『結道』（2019年12月25日、FOD） 飾演：戸山悟
- 戀愛可以持續到天長地久 第5話（2020年2月11日，TBS）飾演：根岸真司
- Switch（2020年6月21日、EX） 飾演：駒月直（青年期）
- 3人のシングルマザー～すてきな人生逆転物語～（2020年10月1日、CX） 飾演：水川翔太
- 鐵證懸案3～真相之門～ 第4話（2020年12月26日，WOWOW） 飾演：今井哲也
- Byplayers 3：名配角的森林100日（2021年1月8日 - 3月27日，TX）飾演：醍醐虎汰朗（本人）
- 連續電視小說 飛舞吧！ 第36回 - 最終回（2022年11月22日 - 2023年3月31日，NHK）飾演：吉田大誠
- 17岁青春遁走（2023年4月8日 - 6月24日，TX）主演・荻野优介
- 世界奇妙物語 夏之特別篇2023「視線」（2023年6月17日，CX）飾演：城琢磨[8]

### 动画电影
- 天气之子（2019年7月19日上映，东宝），配音角色：森岛帆高（男主角） [9]

### 舞台剧
- 舞台剧《飙速宅男》，出演：小野田坡
  - 新 Inter-high 篇〜Start line〜（2017年2、3月）
  - 新 Inter-high 篇〜Heat up〜（2017年10月）
  - 新 Inter-high 篇〜箱根学園王者復格（the Kingdom）〜（2018年3月）
- Hyper Projection舞台剧《排球少年！！》（2019年），出演：日向翔陽[10]

### 广播剧
- 醍醐虎汰朗的1·2·3（2018年7月 - ，ONSTAGE） [11]

### MV
- 古舘佑太郎《本をめくるように》
- MACO《恋するヒトミ》

### 其他
- 东进高中《2016 全国统一高中生考试》
- 本田汽车《父与子〜STEP WGN SPADA HYBRID》
- PARCO《冬季 Grand Bazaar 2017 x 飙速宅男》

## 外部連結
- 官方网站
- A-LIGHT官方介绍网站 （页面存档备份，存于）
- 醍醐虎汰朗 Official Blog的Ameba部落格（日語）
- 醍醐虎汰朗的X（前Twitter）
- 醍醐虎汰朗的Instagram帳戶
- YouTube上的醍醐虎汰朗頻道